# Special Jinsei Game
Special Jinsei Game é um Jogo de videogame do gênero de tabuleiro desenvolvido e publicado pela Takara, sendo lançado exclusivamente em 1 de maio de 2003 no Japão para o console Nintendo GameCube da empresa japonesa Nintendo. Podendo ser jogado em single player ou em multijogador.